# Cathy Reed
Cathy Reed (Kalamazoo, 5 giugno 1987) è un'ex danzatrice su ghiaccio giapponese. Nata negli Stati Uniti da padre americano e madre giapponese, nella categoria Novice ha gareggiato per gli Stati Uniti insieme a suo fratello Chris. Nella categoria senior hanno rappresentato il Giappone, vincendo 1 argento ai Giochi asiatici invernali nel 2011 e 7 ori e 1 argento al Campionato nazionale giapponese.

## Palmarès
| Internazionali | Internazionali | Internazionali | Internazionali | Internazionali | Internazionali | Internazionali | Internazionali | Internazionali | Internazionali |
| Evento | 2006–07        | 2007–08        | 2008–09        | 2009–10        | 2010–11        | 2011–12        | 2012–13        | 2013–14        | 2014–15        |
| --- | -------------- | -------------- | -------------- | -------------- | -------------- | -------------- | -------------- | -------------- | -------------- |
| Giochi olimpici invernali                                                                                                  |                |                |                | 17°            |                |                |                | 21°            |                |
| Campionati mondiali |                | 16°            | 16°            | 15°            | 13°            | 24°            | 20°            | 18°            | 22°            |
| Campionati dei Quattro continenti                                                                                          | 7°             | 7°             | R              |                |                |                | 7°             |                |                |
| GP NHK Trophy |                | 8°             | 8°             | 7°             | 7°             | 7°             | 5°             | 6°             | 6°             |
| GP Skate America |                | 9°             |                |                | 7°             |                |                | 5°             |                |
| Golden Spin | 4°             |                |                | 5°             |                |                |                |                |                |
| Nebelhorn Trophy |                |                |                |                |                | 4°             |                |                |                |
| NRW Trophy |                |                |                |                |                |                | 2°             |                |                |
| Toruń Cup |                |                |                |                |                |                | 2°             |                |                |
| Giochi asiatici invernali                                                                                                  |                |                |                |                | 2°             |                |                |                |                |
| Nazionali |                |                |                |                |                |                |                |                |                |
| Campionati giapponesi | 2°             | 1°             | 1°             | 1°             | 1°             | R              | 1°             | 1°             | 1°             |
| Eventi a squadre |                |                |                |                |                |                |                |                |                |
| Giochi olimpici invernali                                                                                                  |                |                |                |                |                |                |                | 5° S           |                |
| World Team Trophy |                |                |                |                |                |                | 3° S 4° P      |                | 3° S 6° P      |
| R = Ritirati S = Risultato della squadra; P = Risultato personale. Medaglie assegnate solo per il risultato della squadra. |                |                |                |                |                |                |                |                |                |